# Monreal (Philippines)
Pour les articles homonymes, voir Monreal (homonymie).
Monreal est une localité de la province de Masbate, aux Philippines. En 2015, elle compte 26 614 habitants.